# Spiniphryne duhameli
Spiniphryne duhameli is een straalvinnige vissensoort uit de familie van armvinnigen (Oneirodidae). De wetenschappelijke naam van de soort is voor het eerst geldig gepubliceerd in 2006 door Pietsch & Baldwin.